# Ndom
Ndom är en ort i Kamerun.   Den ligger i regionen Kustregionen, i den sydvästra delen av landet, 230 km väster om huvudstaden Yaoundé. Ndom ligger 123 meter över havet och antalet invånare är 5 498.
Terrängen runt Ndom är huvudsakligen platt. Ndom ligger uppe på en höjd. Trakten runt Ndom är ganska tätbefolkad, med 108 invånare per kvadratkilometer. Närmaste större samhälle är Mbanga, 0,64 km nordost om Ndom. I omgivningarna runt Ndom växer i huvudsak städsegrön lövskog.